# Live II
Live II je koncertní album britské blues rockové skupiny Foghat, vydané v roce 2006 u Locomotion Records.

## Seznam skladeb
| Disk 1 | Disk 1               | Disk 1 |
| Pořadí | Název                | Délka  |
| ------ | -------------------- | ------ |
| 1.     | Night Shift          |        |
| 2.     | Take Me to the River |        |
| 3.     | Stone Blue           |        |
| 4.     | Slippin’ & Sliddin’  |        |
| 5.     | Drivin’ Wheel        |        |
| 6.     | Mumbo Jumbo          |        |
| 7.     | Terraplane Blues     |        |
| 8.     | Bang, Bang           |        |
| 9.     | Fool for the City    |        |

| Disk 2 | Disk 2                          | Disk 2 |
| Pořadí | Název                           | Délka  |
| ------ | ------------------------------- | ------ |
| 1.     | California Blues                |        |
| 2.     | I Just Want to Make Love to You |        |
| 3.     | Chateau Lafitte ’59 Boogie      |        |
| 4.     | Slow Ride                       |        |
| 5.     | Trouble, Trouble                |        |
| 6.     | Chevrolet                       |        |
| 7.     | I’m a Rock ’N’ Roller           |        |
| 8.     | I Feel Fine                     |        |
| 9.     | My Babe                         |        |
| 10.    | Self-Medicated                  |        |
| 11.    | Road Fever                      |        |

## Sestava
- Charlie Huhn – zpěv
- Bryan Bassett – kytara
- Craig MacGregor – baskytara
- Roger Earl – bicí